# Селинське
Селинське — село у складі міського поселення Клин Клинського району Московської області Російської Федерації.

## Розташування
Село Селинське входить до складу міського поселення Клин, воно розташовано на березі річки Липня, на південний схід від міста Клин. Найближчі населені пункти Василево, Тетерино, Андріанково, Введенське.

## Населення
Станом на 2010 рік у селі проживало 173 особи.

## Пам'ятки архітектури
У селі збереглася церква Преображення Господнього збудована у 1831 році.